# Premijer liga (rukomet)
Premijer liga je najviši rang rukometnog ligaškog natjecanja koje organizira Hrvatski rukometni savez. Najuspješniji klub u povijesti ovog natjecanja je Zagreb, koji je jedini do sada bio pobjednik. Liga postoji od sezone 1991./1992. Trenutno se u ligi natječe 16 klubova i to u dvije skupine, A i B.

## Sudionici

### Sezona 2024./25.
A GRUPA
- PPD Zagreb - Zagreb
- Sesvete - Sesvete
- Poreč - Poreč
- Trogir - Trogir
- Metković – Mehanika - Metković
- Rudar - Rude, Samobor
- Zamet - Rijeka
- Osijek - Osijek

B GRUPA
- NEXE - Našice
- Spačva - Vinkovci
- Varaždin 1930 - Varaždin
- Gorica - Velika Gorica
- Dubrava - Zagreb
- Karlovac - Karlovac
- Perutnina Pipo - Čakovec
- Moslavina - Kutina

### Popis klubova koji su sudjelovali (1991./92. – 2023./24.)
U zagradi je godina prvog sudjelovanja.
Poredani abecedno prvo po sjedištu kluba pa zatim po nazivu.
ugašeni klubovi
- Buzet - Buzet (2009./10.)
- Bjelovar - Bjelovar (1991./92.)  / Sirela Bjelovar, Elektrometal Bjelovar
- Crikvenica - Crikvenica (2001./02.)
- Perutnina Pipo - Čakovec (1995./96.)  / Zrinski IPC Čakovec, PIPO IPC Čakovec, Perutnina PIPO IPC, Međimurje Čakovec
- Đakovo - Đakovo (1992./93.)  / Đakovo Kvazar, Meteor Đakovo, Cetera Đakovo, Wienerberger Cetera
- Ivančica - Ivanec (1998./99.)  / Ekol Ivančica
- Ivanić - Ivanić-Grad (2014./15.)
- Karlovac - Karlovac (1992./93.)  / Karlovačka pivovara, Karlovačka Banka
- Ribola Kaštela - Kaštel Gomilica (2011./12.)  / Marina Kaštela
- Moslavina - Kutina (1991./92.)
- Mladi Rudar - Labin (2018./19.)
- MRK Rudar - Labin (1993./94.)  / Jadranka Big Net Rudar Labin
- Metković - Metković (1994./95.)  / Metković Razvitak, Metković Jambo
- NEXE - Našice (2006./07.)
- Elektra - Osijek  (1992./93.)
- Osijek - Osijek (1994./95.)  / Osijek 93, Osijek 2000, Osijek Elektromodul
- Poreč - Poreč (2005./06.)
- Arena - Pula (2001./02.)  / Arena Jadrograd Pula
- Zamet - Rijeka (1991./92.)  / Zamet Autotrans, Zamet Crotek
- Rudar - Rude, Samobor (2016./17.)
- Sesvete - Sesvete (2017./18.)
- Sisak - Sisak (1992./93.)
- Siscia - Sisak (2007./08.)
- Solin - Solin (1997./98.)  / Solin Transportcommerce, Solin Industrogradnja
- Split - Split (1992./93.)  / KRM Split, Brodomerkur Split, Koteks Split
- Trogir - Trogir (1998./99.)
- Umag - Umag (1991./92.)  / Istraturist Umag
- Varaždin 1930 - Varaždin (1993./94.)  / Varteks Tivar, Varteks di Caprio, Varaždin
- Gorica - Velika Gorica (2004./05.)
- Vidovec - Vidovec (2012./13.)  / Vidovec BIOS
- Spačva - Vinkovci (2011./12.)
- Zadar - Zadar (1993./94.)  / Zadar Gortan, Zadar Eva
- Borac - Zagreb (1992./93.)  / Chipoteka Zagreb
- Dubrava - Zagreb (2001./02.)
- Medveščak - Zagreb (1991./92.)  / Coning Medveščak, Medveščak Osiguranje Zagreb, Medveščak Infosistem, Agram Medveščak, Medveščak NFD
- Metalac - Zagreb (2016./17.)
- KTC - Križevci (2022./23.) (2023./24.)
- PPD Zagreb - Zagreb (1991./92.)  / Zagreb Loto, Badel 1862 Zagreb, Croatia Banka Zagreb, Croatia Osiguranje Zagreb (CO Zagreb), Prvo plinarsko društvo Zagreb (PPD Zagreb)
- Zaprešić - Zaprešić (1993./94.)  / Zaprešić Borac

## Pregled prve četiri ekipe u hrvatskom prvenstvu od osamostaljenja
Kazalo
* U zagradi je broj klubova koji je inicijalno trebao sudjelovati u Prvenstvu; izbačeni ili odustali.
+ označava broj klubova koji je igrao SEHA ligu te se u Prvenstvo uključio tek u doigravanju
| sezona                      | broj * klubova              | broj * klubova              | prvak                              | doprvak                        | #3                                    | #4                                    |
| sezona                      | liga                        | doigr.                      | prvak                              | doprvak                        | polufinalisti                         | polufinalisti                         |
| 1.A hrvatska rukometna liga | 1.A hrvatska rukometna liga | 1.A hrvatska rukometna liga | 1.A hrvatska rukometna liga        | 1.A hrvatska rukometna liga    | 1.A hrvatska rukometna liga           | 1.A hrvatska rukometna liga           |
| --------------------------- | --------------------------- | --------------------------- | ---------------------------------- | ------------------------------ | ------------------------------------- | ------------------------------------- |
| 1991./92.                   | 6                           |                             | Zagreb Loto                        | Zamet Rijeka                   | Bjelovar Coning Medveščak Zagreb      | Bjelovar Coning Medveščak Zagreb      |
| 1992./93.                   | 12                          |                             | Badel 1862 Zagreb (2)              | Coning Medveščak Zagreb        | Istraturist Umag                      | Sisak                                 |
| 1993./94.                   | 12                          |                             | Badel 1862 Zagreb (3)              | Istraturist Umag               | Varteks Tivar Varaždin                | Sisak *                               |
| 1994./95.                   | 12                          |                             | Badel 1862 Zagreb (4)              | Zadar Gortan                   | Sisak                                 | Karlovačka pivovara (Karlovac)        |
| 1995./96.                   | 12                          |                             | Croatia banka Zagreb (5)           | Karlovačka pivovara (Karlovac) | Moslavina Kutina                      | Zadar Gortan                          |
| 1996./97.                   | 12                          |                             | Badel 1862 Zagreb (6)              | Brodomerkur Split              | Karlovačka pivovara (Karlovac)        | Metković Razvitak                     |
| 1997./98.                   | 12                          |                             | Badel 1862 Zagreb (7)              | Brodomerkur Split              | Zamet Autotrans Rijeka                | Medveščak Zagreb                      |
| 1998./99.                   | 12                          |                             | Badel 1862 Zagreb (8)              | Metković Jambo                 | Zamet Autotrans Rijeka                | Medveščak Zagreb                      |
| 1999./00.                   | 10                          |                             | Badel 1862 Zagreb (9)              | Metković Jambo                 | Brodomerkur Split                     | Medveščak Osiguranje Zagreb (Zagreb)  |
| 2000./01.                   | 12                          |                             | Badel 1862 Zagreb (10)             | Metković Jambo                 | Brodomerkur Split Zamet Crotek Rijeka | Brodomerkur Split Zamet Crotek Rijeka |
| 1. hrvatska rukometna liga  |                             |                             |                                    |                                |                                       |                                       |
| 2001./02.                   | 16                          |                             | Zagreb (11) **                     | Metković Jambo                 | Medveščak Infosistem Zagreb           | Zamet Crotek Rijeka                   |
| 2002./03.                   | 16                          |                             | Zagreb (12)                        | Metković                       | Medveščak Infosistem Zagreb           | Bjelovar                              |
| 2003./04.                   | 16                          |                             | Zagreb (13)                        | Metković                       | Perutnina PIPO IPC Čakovec            | Zamet Crotek Rijeka                   |
| 2004./05.                   | 16                          |                             | Zagreb (14)                        | Metković                       | Perutnina PIPO IPC Čakovec            | Osijek Elektromodul                   |
| 2005./06.                   | 16                          |                             | Zagreb (15)                        | Perutnina PIPO IPC Čakovec     | Agram Medveščak Zagreb                | Poreč                                 |
| 2006./07.                   | 16                          |                             | Croatia Osiguranje Zagreb (16)     | Osijek Elektromodul            | Perutnina PIPO IPC Čakovec            | Moslavina Kutina                      |
| 2007./08.                   | 16                          |                             | Croatia Osiguranje Zagreb (17)     | Perutnina PIPO IPC Čakovec     | Nexe Našice                           | Poreč                                 |
| Premijer liga               |                             |                             |                                    |                                |                                       |                                       |
| 2008./09.                   | 16                          |                             | Croatia Osiguranje Zagreb (18)     | Nexe Našice                    | Metković                              | Siscia Sisak                          |
| 2009./10.                   | 16                          |                             | Croatia Osiguranje Zagreb (19)     | Nexe Našice                    | Siscia Sisak                          | Međimurje Čakovec                     |
| 2010./11.                   | 16                          |                             | Croatia Osiguranje Zagreb (20)     | Nexe Našice                    | Bjelovar                              | Siscia Sisak                          |
| 2011./12.                   | 13(14)+2                    |                             | Croatia Osiguranje Zagreb (21)     | Nexe Našice                    | Siscia Sisak                          | Split                                 |
| 2012./13.                   | 14+2                        |                             | Croatia Osiguranje Zagreb (22)     | Nexe Našice                    | Poreč                                 | Karlovac                              |
| 2013./14.                   | 14+2                        |                             | Croatia Osiguranje Zagreb (23)     | Nexe Našice                    | Varaždin                              | Dubrava Zagreb                        |
| 2014./15.                   | 14+2                        |                             | Prvo plinarsko društvo Zagreb (24) | Nexe Našice                    | Varaždin 1930                         | Poreč                                 |
| 2015./16.                   | 14+2                        |                             | Prvo plinarsko društvo Zagreb (25) | Nexe Našice                    | Varaždin 1930                         | Zamet Rijeka                          |
| 2016./17.                   | 10+2                        |                             | Prvo plinarsko društvo Zagreb (26) | Nexe Našice                    | Dubrava Zagreb                        | Gorica Velika Gorica                  |
| 2017./18.                   | 10+2                        |                             | Prvo plinarsko društvo Zagreb (27) | Nexe Našice                    | Dubrava Zagreb                        | Varaždin 1930                         |
| 2018./19.                   | 10+2                        |                             | Prvo plinarsko društvo Zagreb (28) | Nexe Našice                    | Dubrava Zagreb                        | Poreč                                 |
| 2019./20.                   |                             |                             | Prvo plinarsko društvo Zagreb (29) | Nexe Našice                    |                                       |                                       |
| 2020./21.                   |                             |                             | Prvo plinarsko društvo Zagreb (30) | Nexe Našice                    |                                       |                                       |
| 2021./22.                   |                             |                             | Prvo plinarsko društvo Zagreb (31) | Nexe Našice                    |                                       |                                       |
| 2022./23.                   |                             |                             | RK Zagreb (32)                     | Nexe Našice                    |                                       |                                       |
| 2023./24.                   |                             |                             | RK Zagreb (33)                     | Nexe Našice                    |                                       |                                       |

* Polufinalist poražen u utakmici za 3. mjesto igrao je doigravanje za plasman s 5.-plasiranim za 4. mjesto; Medveščak Zagreb koji je igrao polufinale doigravanja završio je prvenstvo na 5. mjestu

** Naslov osvojen administrativnim putem nakon što je RK Metković Jambu oduzeto 6 bodova u prvenstvu.

### Uspješnost klubova
zaključno sa sezonom 2021./22. 
| klub          | sjedište | nazivi kluba                                                                              | prvak | doprvak | trećeplasirani polufinalist |
| ------------- | -------- | ----------------------------------------------------------------------------------------- | ----- | ------- | --------------------------- |
| Zagreb        | Zagreb   | Zagreb Loto Badel 1862 Croatia Banka Croatia Osiguranje (CO) Prvo plinarsko društvo (PPD) | 31    | 0       | 0                           |
| Nexe          | Našice   | NEXE                                                                                      | 0     | 14      | 1                           |
| Metković      | Metković | Metković Jambo Metković Razvitak                                                          | 0     | 7       | 1                           |
| Međimurje     | Čakovec  | Perutnina PIPO IPC Zrinski IPC Čakovec RK MKA IPC                                         | 0     | 2       | 3                           |
| Split         | Split    | Brodomerkur                                                                               | 0     | 2       | 2                           |
| Medveščak     | Zagreb   | Coning Medveščak Medveščak Infosistem Agram Medveščak                                     | 0     | 1       | 5                           |
| Karlovac      | Karlovac | Karlovačka banka Karlovačka Pivovara                                                      | 0     | 1       | 2                           |
| Zamet         | Rijeka   | Zamet Autotrans Zamet Crotek                                                              | 0     | 1       | 2                           |
| Umag          | Umag     | Istraturist                                                                               | 0     | 1       | 1                           |
| Osijek        | Osijek   | Osijek Elektromodul Osijek '93                                                            | 0     | 1       |                             |
| Zadar         | Zadar    | Zadar Eva                                                                                 | 0     | 1       |                             |
| Varaždin 1930 | Varaždin | Varteks Tivar Varaždin Varteks di Caprio                                                  | 0     | 0       | 4                           |
| Dubrava       | Zagreb   |                                                                                           | 0     | 0       | 3                           |
| Sisak         | Sisak    |                                                                                           | 0     | 0       | 2                           |
| Bjelovar      | Bjelovar |                                                                                           | 0     | 0       | 2                           |
| Siscia        | Sisak    |                                                                                           | 0     | 0       | 2                           |
| Moslavina     | Kutina   |                                                                                           | 0     | 0       | 1                           |
| Poreč         | Poreč    |                                                                                           | 0     | 0       | 1                           |

## Klubovi po uspješnosti  - prvaci
- prvaci samostalne Hrvatske

| Klub   | Pobjednik | Ukupno |
| Zagreb | 1992., 1993., 1994., 1995., 1996., 1997., 1998., 1999., 2000., 2001., 2002., 2003., 2004., 2005., 2006., 2007., 2008., 2009., 2010., 2011., 2012., 2013., 2014., 2015., 2016., 2017., 2018., 2019., 2020., 2021., 2022. | 31     |

## Poveznice
- Hrvatski rukometni savez
- Hrvatski rukometni portal
- bundesligainfo.de, Hrvatsko rukometno prvenstvo za muškarce